# Vysoká pri Morave
Vysoká pri Morave je naseljeno mjesto u okrugu Malacky u Bratislavskom kraju u Slovačkoj.

## Stanovništvo
| Godina:     | 1993. | 2003.   | 2013.    | 2023.   |
| ----------- | ----- | ------- | -------- | ------- |
| Broj ljudi: | 1781  | 1910    | 2196     | 2224    |
| Razlika:    |       | +7,24 % | +14,97 % | +1,27 % |

| Godina:     | 2022. | 2023.   |
| ----------- | ----- | ------- |
| Broj ljudi: | 2236  | 2224    |
| Razlika:    |       | -0,53 % |

Prema podatcima o broju stanovnika iz 2023. godine naselje je imalo 2224 stanovnika.

## Vanjske poveznice
|  | Zajednički poslužitelj ima još gradiva o temi Vysoká pri Morave |

- Službena stranica naselja (sl.)